# Куэнка, Андрес
Андре́с Куэ́нка Сеху́до (исп. Andrés Cuenca Cejudo; родился 11 июня 2007, Адамус, Испания) — испанский футболист, центральный защитник клуба «Барселона».

## Клубная карьера
Воспитанник клубов «Вильяфранка», «Кордова» и «Севилья», в 2019 году Куэнка присоединился к Ла Масии, юношеской академии «Барселоны». 25 августа 2024 года дебютировал за «Барселону Атлетик» в матче Примеры Федерасьон против клуба «Реал Унион». 1 октября 2024 года дебютировал за основную команду клуба, выйдя на замену в матче Лиги чемпионов против «Янг Бойз».

## Карьера в сборной
Выступал за сборные Испании до 15, до 16 и до 17 лет.